# Klara Hofer
Klara Hofer (egentligen Klara Höffner), född 13 maj 1875 i Bromberg, död 1 september 1955 i Pilsach, var en tysk författare.
Klara Hofer skrev romanerna Der Lebende hat Recht (1909), Weh dir, dass du ein Enkel bis (1912), Das Spiel mit dem Feuer (1915) och Der gleitende Purpur (1913), men särskilt stor popularitet fick hon genom att romantisera berömda mäns biografier, exempelvis Alles Leben ist Raub (1913, om Friedrich Hebbel), Bruder Martinus (1917, om Martin Luther), Der Büsser (1928, om August Strindberg), Goethes Ehe (1920), Die Mütter (1931) och Frühling eines deutschen Menschen (1932), de tre sistnämnda om Johann Wolfgang von Goethe, samt Das letzte Jahr (1936) som handlar om Theodor Körner.